# Micromalthus debilis
Micromalthus debilis – gatunek chrząszcza występującego w Ameryce Północnej. Jest jedynym gatunkiem w monotypowej rodzinie Micromalthidae.
Chrząszcze te osiągają 1,5–2,5 mm długości, są brązowawozielone z żółtymi odnóżami i czułkami. Głowa jest większa od tułowia. Żyją w rozkładającym się drewnie kasztanowców i dębów; opisywano je jako szkodliwe dla przemysłu, ponieważ niszczyły drewniane maszty telefoniczne (stąd pochodzi angielska nazwa tego chrząszcza – telephone-pole beetle). Epitet gatunkowy debilis oznacza „słaby”, „delikatny”.
Chrząszcze te budzą zainteresowanie entomologów przez niezwykły cykl życiowy, w którym występuje hipermetamorfoza, pedogeneza, partenogeneza i żyworodność.
Samice M. debilis są haploidalne, samce – diploidalne. W drewnie spotykane są głównie samice, które są larwokształtne  („larviform”), i które mogą się rozmnażać; są żyworodne i nie składają jaj. Larwy te są aktywne, mają odnóża i nazywane są triungulinami. Triunguliny mogą rozwijać się na cztery sposoby:
1. przechodząc w postać larwokształtnych samic, które z kolei przepoczwarzają się i przechodzą w postać uskrzydlonych imagines;
2. przekształcając się w kolejne żyworodne larwokształtne samice
3. liniejąc w larwokształtna samicę, która składa pojedyncze męskie jajo, z którego wykluwa się larwa, pożerająca larwokształtną samicę-matkę
4. przekształcając się w larwokształtną samicę, mającą zdolność rozwoju drogami 2. i 3.

W dominikańskim bursztynie datowanym na miocen odkryto samicę chrząszcza, zaliczoną potem do nowego gatunku Micromalthus anansi. Na podstawie inkluzji w bursztynie kolejnych sześciu okazów, M. anansi został zsynonimizowany z M. debilis.